# 何なら俺に話してみろ
『何なら俺に話してみろ!』（なんならおれにはなしてみろ）は佐佐木勝彦による少年漫画。1993年より月刊少年マガジン増刊GREATに掲載され、月刊少年マガジンにて1994年4月号から1998年10月号まで連載。単行本は講談社から刊行（全4巻）。

## 概要
全体的に下ネタやパロディといったギャグやブラックジョークなど少年漫画とは思えないようなネタが多い。連載中期までは相談コーナーの形式をとっていたが、途中から作者・編集者ネタが増え、相談コーナーは次第に無くなり、ついには作者自らネタにしていた。尚、作者及び担当編集者は同作品の略称を「何なら」としており、「ナンオレ」という略称を認めていない。

## 主な登場人物
山崎和男（やまざきかずお）
この漫画の主人公（の筈）のお悩み相談コーナーのドクター。26歳O型おうし座。司会ではあるがほとんどネタや上原へのつっこみ役である。プロレス好き。上原曰く短小らしい。
上原由美（うえはらゆみ）
この漫画の副主人公（の筈）のお悩み相談コーナーのアシスタント。しばしば暴走し山崎につっこみを入れられる。連載途中から眼鏡をかけるようになる。オオアリクイより猫のほうがいいらしい。

### 砕子ちゃんシリーズ
本項はお悩み相談ネタが主題だった頃によく登場。作者曰く「ラブコメ」（3.5巻解説より）だが、「イジメをネタにしている」との批判もあった。
高木治（たかぎおさむ）
お悩み相談の常連。小学5年生。いつも幼馴染の砕子によって酷い目に遭わされているのだが、実はかなりのマゾヒスト。父親も地味に変人。お悩み相談でのPNは「バトルサンダー」。
倉田砕子（くらたさいこ）
治の幼馴染でクラスメイト。可愛らしい外見だが性格は外道で、いつも治を酷い目に遭わせる。なお、その性格は母親からの遺伝。
山本
治のクラスメイトで厳つい風貌の持ち主。マッチョ系同性愛者（さぶ系）。
澁澤先生
保険の先生。黒髪長髪で眼鏡をかけた美人だが、実は元・女王様。校長とは不倫の関係で最終的に彼との子供を身籠った事を朝礼で暴露する。

### ジョンは風の中
少年少女と仔犬のふれあいのシリーズ。もちろんオチには作者おなじみのブラックユーモアが用意されている。
ジョン
怪我をしていた仔犬。二人の嘆願によって先生に手術され、文字通り「速く」元気になる。
一美（かずみ）
怪我をしていたジョンを拾い先生に手術するようお願いする。しかし「速く」走れるようになったジョンと一緒に遊べなくなったことに心を痛め先生にお願いして、文字通り「一緒に」走れるようにしてもらう。その後一美の変貌に驚いた母の嘆願により先生に再度手術してもらい、文字通り「昔の姿」に戻れた。
少年
名前は不明、一美と同様怪我をしていたジョンを拾い先生に手術するようお願いする。どこか感性がおかしい。
先生
獣医、ジョンと一美に対して手術とは名ばかりの改造を行う。

### コギャル刑事
『第一回漫画ダービー』 にて一位となった企画。コギャルの格好をした少女刑事を主人公としたエロティックアクションコメディ。これに応じ「コギャル刑事作詞作曲選手権」も行われ、実際に読者からの応募が3通あったと言う。
伊藤さやか（コギャル刑事）
コギャルの格好をした少女刑事。5月20日生まれでおうし座の16歳。スリーサイズはB92・W59・H88、血液型はO型。犯罪者やら悪の組織やらと戦い続ける正義の味方。ケバい外見とは異なって性格は非常に真面目で正義感が強い。毎回エロい目に遭わされる。武器はハート形のポケットベル 。
署長
さやかの上司。ハゲ頭でちょび髭の中年男性。おとり捜査でさやかにマイクロビキニを着せて犯人をおびき寄せようとしたり、おまけにさやかが敵に襲われているのを見て興奮するほどの変態。
渡辺君
番外編「戦闘員渡辺君の恋のドキドキ大作戦!!」に登場するコギャル刑事と敵対する悪の組織の戦闘員。同じ戦闘員のあいちゃんに思いを寄せており、最終的に告白をするも結局、玉砕に終わった。

### ラモべえ
藤子・F・不二雄の作風をパロディにした読切作品。2巻の目次にこの作品の全サブタイトルが入っているが、紹介されているのは第一話 のみ。
ラモべえ
銀河放送協会（GHK）のテレビディレクター。宇宙最後の未開の惑星・地球を取材にやってきた宇宙人。語尾にはいつも「〜ラモ」とつける。役職の割にはかなり幼い印象。ヤキソバ好き。
アラキちゃん
GHKのスタッフでカメラロボット。かなり高度な突っ込みセンスの持ち主。
平凡太（たいらぼんた）
ラモべえたちの居候先の少年。のび太ポジション。「名前は変わっている」（アラキ談）。また両親は共働きで家を空けることが多い。
岩田岩鉄（いわたがんてつ）
通称・ガンモドキ。ジャイアンポジションのガキ大将。自作の詩を発表しては周囲を辟易させている。
小森（こもり）
通称・コーモリ。スネ夫ポジションの少年。テレビ局に知り合いがいる。
カリンちゃん
本名不明。しずかポジションの美少女。

### 佐佐木勝彦高校二年生
作者が親友山崎と出会い、関西から上京し漫画家として成功するまでの過程を描いた作品。普段の下品な作風とは違い、自伝風に描いた事でその内容に感動を催したという激励の手紙が届くほどだった。
しかし、作者の実際の出身地は岩手であり、従ってこの話は嘘である。この話が掲載された次号においてネタばらしをしたところ、読者から大量の怒りの手紙が届いた。また、ある作家からは「漫画家のカス」とまで酷評されたという。
佐佐木勝彦（ささきかつひこ）
作者本人。高校時代より漫画を描いており周囲に馬鹿にされていたが、山崎に才能を認められ高校を出た後上京する。挫折を繰り返し、田舎に帰ろうとするが、山崎から頼まれた作品「ナガイカワ」（単行本1巻に収録）が新人賞に入選し漫画家となる。
山崎和男（やまざきかずお）
高校時代唯一佐佐木の才能を認めた人物。佐佐木と時を同じくして上京しプロボクサーとなるが、試合中夢半ばにして倒れる。この作品のドクターの名前は彼に由来する。

### 作者・編集者キャラ
作者本人
連載中期から作品に登場するようになる。帽子とゴーグルがトレードマーク。初期は髭がついていたこともある。お悩み相談におけるPNは「ポンチ絵描き」。
ナイト☆内藤
同作品の担当編集者、ベレー帽に眼鏡がトレードマーク。「月マガ編集部VS.佐佐木勝彦 四コマ勝ち抜き合戦」において作者に勝利する。その後同作品に数度四コマが掲載されるほか、単行本3.5巻のカバー下の表紙を描いている。『ぱふ』において漫画家として紹介されたことがある（3.5巻解説より）。
Y記者
後ろに髪をまとめた金髪とサングラスがトレードマーク。
イノヤス記者
丸眼鏡にネコ口がトレードマーク。現在の編集長、猪熊泰則本人。
タカアツ記者

ツツタダ記者

シロー記者
当時の新人編集者。渦巻きほっぺがトレードマーク。後にかっちぇる♪を担当したとか。
清水編集長
当時、月刊少年マガジン編集長であった清水保雅。「輝け!第1回講談社界隈ピザ部門月マガに出前してください選手権」（1996年3月号掲載、第2巻収録）では微笑ましい笑顔の裏で「佐佐木君、あんまりふざけた事してると連載切るぞ」と内心で憤怒していた。
徳光康之（とくみつやすゆき）
1巻では『最狂超プロレスファン烈伝』の宣伝に登場。最終巻にてドッキリ企画や「ゲロ・新百物語」でも再登場。

## 単行本
- 何なら俺に話してみろ!1 ISBN 4063024741
- 何なら俺に話してみろ!2 ISBN 4063335240
- 何なら俺に話してみろ!3.5 ISBN 4063335933
- 何なら俺に話してみろ!1999 ISBN 4063336522